# Първородният
„Първородният“ (на английски: Eldest) е втората книга от трилогията „Наследството“, написана от Кристофър Паолини, продължение на Ерагон.
В нея освен с приключенията на Ерагон – се запознаваме и с последствията от неговите постъпки не само за Роран, и обикновените хора в Карвахол, които сега тепърва трябва да оцеляват, но и за едно нещастно създание, за чието същестуване и страдание е отговорен, без да е съзнавал дори, само и единствено той. Срещаме се и с другото лице на Ерагоновия братовчед, което селяните ще нарекат, не без основателна причина – Стронгхамър. Узнаваме истината за корените на нашия герой, и ставаме свидетели по веднъж на едно кралско погребение и коронясване, както и на царсвената среща на една дъщеря с нейната майка. Виждаме началото на една война; запознаваме се с един сакат, който е цял; както и с географията на Гръбнака.
Откриваме истини за обичта и вселената; предателството и братството; борбата и героизма; единството и предразсъдъците; кръвта, която тече във вените; и вярата, която ни крепи в трудните моменти на нашия живот. И най-вече за любовта, която ни кара да извървяваме континенти, и да посрещаме трудностите с чук в ръка.